# الحرس الجمهوري (الغابون)
الحرس الجمهوري الغابوني (بالفرنسية: Garde républicaine de gabonaises)‏ هو تشكيل عسكري مستقل في جمهورية الغابون مسؤول عن حماية المسؤولين والمباني الحكومية. وهي أقوى وحدة أمنية في الغابون، ومسؤولة عن ضمان الأمن الداخلي. وهي تابعة مباشرةً لقوات الدرك الوطني.

## تاريخ
تم تنظيم الحرس الجمهوري الغابوني تحت إسم الحرس الرئاسي في الفترة من 1960 إلى 1995. وقام الرئيس عمر بونغو بتجنيد أفراد من مجموعته العرقية في الحرس الرئاسي. ويلتزم يومياً بنحو 750 شخصاً للمهام الأمنية و150 للمهام العادية. منذ وفاة بونغو في يونيو 2009، بدأ الحرس الجمهوري في الحفاظ على وجود منتظم عند كل تقاطع رئيسي في ليبرفيل وبورد دي مير، مع وجود مستشارين فرنسيين في التقاطعات الأكبر. ولديها اتصال وثيق في قوة الرد التابعة لقيادة الولايات المتحدة في أفريقيا في شرق أفريقيا.
في أواخر عام 2015، حصل الحرس الجمهوري على طائرة من طراز غلف ستريم جي 650 لنقل كبار الشخصيات.

### محاولة انقلاب
في عام 2019، كان الحرس الجمهوري في قلبِ محاولة انقلابية للإطاحة بحكومة الرئيس علي بونغو. أعلن ضباط عسكريون بقيادة الملازم كيلي أوندو أوبيانغ أنهم أطاحوا بالرئيس بونغو. ونشرت مركبات مدرعة مثل نكستر ارافيس في جميع أنحاء العاصمة.
تم إيقاف الانقلاب بحلول الساعة 10:30 صباحًا بعد أن قامت مجموعة التدخل التابعة لقوات الدرك بالإعتداء على راديو وتلفزيون الغابونيز، الذي كان مقرًّا للقوات الموالية للانقلاب.

## الهيكلية
ويتكون الحرس الجمهوري من الهيكلية التالية:
- رئيس مجلس الوزراء كوم
- دائرة الخدمات الإدارية والمالية
- ب1
- ب3
- ب4
- المديرية العامة للخدمات الخاصة
- قسم الخدمات اللوجستية
- الخدمة الفنية للسيارات
- عادي
- مديرية الصحة العسكرية
- مجموعة التدخل بالمظلات
- المجموعة الجوية الرئاسية
- مجموعة التدخل المدرعة
- خدمة المواد
- قسم الإطفاء
- القسم البحري
- ليبرفيل مركز التعليمات
- خدمة الإشارة
- الشركة الأولى
- الشركة الثانية
- الشركة الثالثة
- الشركة الرابعة
- فرانسفيل مفرزة
- ليكوني مفرزة
- إغلاق شركة الأمن
- ثكنات عسكرية
- فرقة عسكرية
- خدمة الهيئة العامة
- خدمة الاستجابة الخاصة

## القادة
- العقيد بريس كلوتير أوليغي نغيما (3 مارس 2020 – حتى الآن) [8]

## أنظر أيضا
- الحرس الجمهوري العراقي
- الحرس الجمهوري الخاص
- حرس جمهوري (توضيح)